# Lui non sta con te
Lui non sta con te è un brano musicale della cantante italiana Laura Pausini.
Il brano viene tradotto in lingua spagnola con il titolo El no esta por ti.

## Lui non sta con te

### Il brano
Lui non sta con te è il 4º ed ultimo singolo estratto ad ottobre dall'album Laura del 1994.
La musica è composta da Angelo Valsiglio e Roberto Buti; il testo è scritto da Cheope e Marco Marati.
Il brano viene trasmesso in radio; non viene realizzato il videoclip.

### Tracce
CDS - Promo 0140155012 Warner Music Italia (1994)
1. Lui non sta con te

Download digitale
1. Lui non sta con te

## El no esta por ti

### Il brano
Nel 1994 la canzone Lui non sta con te viene tradotta in lingua spagnola da Badia con il titolo El no esta por ti.
Viene inserita nel primo album in lingua spagnola Laura Pausini ed estratta come 5° singolo nel 1995 solo in Spagna.
Il brano viene trasmesso in radio quindi solo in Spagna; non viene realizzato il videoclip.

### Tracce
CDS - Promo DG176 Warner Music Spagna (1995)
1. El no esta por ti

Download digitale
1. El no esta por ti

## Pubblicazioni
Lui non sta con te viene inserita anche nell'album Laura Pausini del 1995.